# Марко, Игорь Иванович
Игорь Иванович Марко (укр. Ігор Іванович Марко; 29 июня 1965, Червоноград, Львовская область, Украинская ССР, СССР — 16 ноября 2006, Ровно, Украина) — советский и украинский мотогонщик, участник соревнований по спидвею. Мастер спорта международного класса. Один из самых титулованных постсоветских спидвейных гонщиков. Чемпион Европы среди юниоров, чемпион СССР среди юниоров, обладатель Кубка дружбы, многократный чемпион СССР в командном зачёте, чемпион СНГ в командном зачете, чемпион открытого командного чемпионата России, чемпион командного чемпионата Финляндии, многократный чемпион Украины в личном зачёте, чемпион Украины в командном зачете.

## Биография
Родился в городе Червоноград, Львовской области. Спидвеем начал заниматься с 13 лет. Первым тренером Игоря был обладатель кубка СССР 1980 года, чемпион СССР 1981 года на 1000 метровом треке Анатолий Миронов. В секцию спидвея Марко привел старший брат. До этого занимался мотокроссом, и даже занял в 1978 году третье место в чемпионате Львовской области по зимнему мотокроссу. Вскоре успехи Игоря Марко заметили и пригласили в самую титулованную команду Украины на тот момент — ровенский «Сигнал», где к нему приходят первые серьезные успехи — в 1986 году он сначала становиться чемпионом СССР среди юниоров, а потом первым в истории Советского спидвея выигрывает чемпионат Европы среди юниоров.
По воспоминанием коллег, талант Игорю, по сравнению с другими известными гонщиками, не был «дан от природы», поэтому он очень много упорно и настойчиво занимается над собой на мототреке и в зале, искусно оттачивая своё мастерство. На любом соревновании он ставит перед собой только максимальные цели и уверенно к ним идёт.
Один из немногих гонщиков, продолжавших демонстрировать стабильно высокий спортивный уровень на протяжении многих лет подряд (более 20 лет).

### Дорожно-транспортное происшествие
В июне 2006 года Игорь Марко попал в серьезное дорожно-транспортное пришествие, неподалеку областной клинической больницы г. Ровно. Спортсмен, находясь за рулем «Шевроле», не уступил дорогу автомобилю «Шкода», под управлением сотрудника милиции. Водитель «Шкоды» и его пассажир, тоже сотрудник МВД, получили незначительные травмы, а вот пассажир машины Игоря Марко, известный в 80-е годы гонщик спидвейной команды «Сигнал» Виктор Сурхаев погиб. Сам Марко попал в больницу с многочисленными переломами, однако сумел восстановиться и даже вернулся на трек.

### Смерть и похороны
Игорь Марко был найден ночью, 3 ноября 2006, в дворе школы № 24 в бессознательном состоянии. С тяжелой черепно-мозговой травмой головы в области затылка он был доставлен в Ровенскую центральную городскую больницу. Тринадцать дней врачи боролись за жизнь Игоря. За все это время он ни разу не пришёл в себя, находясь в коме. 16 ноября 2006 41-летний спортсмен скончался. По словам Андрея Петренчука, на тот момент исполняющего обязанности начальника Ровенского городского отдела милиции, при потерпевшем находились золотые украшения и мобильный телефон, что исключает версию грабежа. Рассматривалась также версия, что Марко сам поскользнулся на первом льду и упал, однако позже врачи заявили что получить такие травмы вследствие падения невозможно. Также рассматривалась версия мести спортсмену. Милиции так и не удалось определить причину и обстоятельства смерти гонщика.
Похоронен на кладбище «Молодёжное» г. Ровно. Прощание со спортсменом состоялось на Ровенском мототреке. Под пение церковного хора, известные в прошлом спидвейные гонщики, пронесли гроб с телом спортсмена последним кругом почета. Весь путь был устелен цветами. За портретом гонщика несли его шлем, а рядом с гробом стояли два мотоцикла, на которых он выступал. Последний вираж гонщика встретили аплодисментами, которые не заканчивались до тех пор пока Игоря не вынесли со стадиона.
В день похорон Игоря была проведена акция «Салют памяти Игоря Марко». В Салавате, Октябрьском, Даугавпилсе и по всей Австралии, в 14.00 по Киевскому времени, взревели моторы мотоциклов. Все, кто не смог принять участие в похоронах Игоря, ревом своих моторов попрощались с великим мастером спидвея.

## Память
14 октября 2012 прошёл открытый турнир на Кубок Червонограда, в рамках которого также был проведен Мемориал Игоря Марко.
19 июня 2015 года в выставочном зале Городского Дома Культуры по инициативе общественной организации Клуб болельщиков Ровенского спидвея а также при поддержке городских властей была открыта выставка памяти Игоря Марко — Великому Мастеру исполнилось бы 50! На выставке, посвященной легендарному украинскому спортсмену, были представлены фотографии из семейного архива, мотоциклы Игоря Марко, комбинезоны (в том числе с финала Личного Чемпионата Европы среди юниоров 1986 года), жилеты, кубки, медали и призы.
27 июня 2015 года состоялся «Открытый Кубок по спидвею ко Дню Молодежи и Мемориал Игоря Марко» с участием гонщиков из Польши, Словакии, Болгарии и Украины. Победителем Мемориального заезда на последних метрах дистанции стал польский гонщик Станислав Бужа.

## Достижения

### Европа и мир
- Чемпион Европы среди юниоров — 1986 год (Ровно, СССР).
- Участник финала чемпионата Европы среди юниоров — 1985 год (Абенсберг (Германия) — 11-е место).
- Обладатель «Кубка Дружбы» — 1986 год (в личном зачете).
- Участник континентального финала личного чемпионата мира —1996 год (Абенсберг (Германия) — 16-е место).
- Чемпион командного чемпионата Финляндии — 2000 г. в составе команды «Нева» (Санкт-Петербург, Россия).
- Бронзовый призёр командного чемпионата Финляндии 2001 г. в составе команды «Нева» (Санкт-Петербург, Россия)
- Участник финала личного чемпионата Европы — 2003 год (Мшено (Чехия) — 5-е место).

### СССР и СНГ
- Чемпион СССР среди юниоров — 1986 год.
- Вице-чемпион СССР среди юниоров — 1985 год.
- Бронзовый призёр Кубка СССР среди пар — 1988 год (в составе «Сигнал», Ровно).
- Чемпион СССР в командном зачете (3) — 1985, 1986, 1987 года (в составе клуба «Сигнал», Ровно).
- Чемпион СНГ в командном зачете — 1992 год (в составе клуба «Фантастика», Ровно).
- Чемпион открытого командного чемпионата России — 1996 год (в составе клуба «Мега-Лада-1», Тольятти).
- Серебряный призёр открытого командного чемпионата России — 1997 год (в составе клуба «Мега-Лада», Тольятти).
- Бронзовый призёр командного чемпионата России — 2004 г. (команда «Салават»).

### Украина
- Чемпион Украины в личном зачете — 1996, 2001, 2006 годы.
- Чемпион Украины в командном зачете — 2004 год (в составе клуба «Техникс», Червоноград).
- Серебряный призёр личного чемпионата Украины — 1994, 1995, 2002 года.
- Серебряный призёр чемпионата Украины среди пар — 2002 год (в составе клуба «Техникс», Червоноград).
- Серебряный призёр Кубка Украины — 2003 год.
- Бронзовый призёр личного чемпионата Украины — 1993 год.

## Карьера

### СССРУкраина
«Сигнал» (Ровно), «Фантастика» (Ровно), «Строитель» (Червоноград), «Техникс» (Червоноград), «Галметал» (Червоноград), «СКА-Спидвей» (Львов), «Спидвей-Клуб Трофимов» (Ровно), «Ровно-Украина» (Ровно), «Ситал» (Володимирец).

### Россия
«Восток» (Владивосток) (1994—1995 годы), «Мега-Лада» (Тольятти) (1996—1997 годы), «Салават» (Салават) (2001—2004 годы), «Нева» (Санкт-Петербург), в финской лиге.

### Латвия
«Локомотив» (Даугавпилс)

### Польша
«CemWap» (Ополе) (1996 год), «Wybrzeze» (Гданьск) (1997 год), «LKZ» (Люблин) (1998 год), «GKM» (Грудзендз) (2002 год), «KSZ» (Кросно) (2003 год)

## Интересные факты
Игорь Марко является чемпионом пяти стран (содружеств стран) — СССР, СНГ, Украины, России, Финляндии.
16 июля 2000 года установил рекорд трека г. Санкт-Петербург (68,9 сек.), который никогда не был побит.